# 大土井裕二
大土井 裕二（おおどい ゆうじ、1962年11月2日 - ）は、日本の音楽家、俳優で、元チェッカーズのベーシスト。福岡県田川市出身。福岡県立三井高等学校卒業、第一経済大学（現・日本経済大学）中退。身長176cm。

## 来歴
アマチュアバンド「シークレッツ」に所属していたが解散。藤井郁弥らに誘われ、新しいバンドを作るまでの繋ぎということでチェッカーズに加入するが、結局、そのままデビューするに至った。チェッカーズ解散後は、俳優業やバンドseamusにて活動。2003年に武内享、藤井尚之、徳永善也と共にアブラーズを再結成。2004年に徳永が死去したが、アブラーズとしての活動は現在も続いている。また、ソロ活動及びセッションなども精力的に行っている。
チェッカーズ当時の主な作品（作曲）は「ガチョウの物語」、「I Love you, SAYONARA」、「Love '91」、「Missアニーの証言」等がある。
ツーカーの携帯電話TK03 - 05の着信音の作曲も手がけた。
2018年1月、オフィシャルファンクラブ「HELLO CLUB」発足。同年、デビュー35周年を記念したライブ「Roots Of Groove」を行った。
2021年6月、大土井が企画・プロデュースするアパレルブランド「YUJI ODOI」を発足。ブランドコンセプトは"大土井が愛用したい大人のデイリーアイテム"。カジュアルなTシャツやデニム、雑貨や食器などが主だったラインナップである。
2023年4月19日、体調不良により緊急入院。検査および治療に約2週間の入院が必要であると翌20日に公式サイトで発表された。同年5月3日に退院したことを公式サイト及びSNSを通じて報告した。

## ディスコグラフィー

### シングル
- ありきたりのLove Song（2014年3月1日）
- QUARTA-FEIRA（2022年11月2日）

### アルバム
- merry-go-round（2012年11月2日）
- HELLO（2017年7月30日）
- Compositions '83-'92（2019年11月2日） - チェッカーズ時代の自作曲をセルフカバーしたアルバム。

### その他・参加作品
- Shout at the Brain/YO-HEI feat.Aki（Gammaテーマ） - DRAGON GATE RECORDSが企画したプロレス団体「DRAGON GATE」所属選手のテーマ曲集『Over Generation 2018』（2018年6月27日発売）の4曲目に収録。ベーシストとして参加（同曲のドラム演奏は笠浩二）

## 出演

### テレビドラマ
- エリアコードドラマ092「ESP/RUN 超能力少女は見た」（1994年10月 - 12月、FBS）
- 陽のあたる場所（1994年、フジテレビ） - 西條邦夫 役
- 土曜ワイド劇場「7人のOLが行く! 神秘の島バリ編」（1995年8月19日、テレビ朝日） - 杉本治 役
- 月曜ドラマスペシャル（TBS）
  - 森村誠一サスペンス「フォトグラファー桜井美由紀 死都物語」（1997年10月7日）
  - 「痛快!バツイチ・トリオ 女だけの便利屋事件簿 2」（1998年9月21日）
- せつない〜TOKYO HEART BREAK〜 第24話（1998年9月17日、テレビ朝日）
- 24時間だけの嘘（1999年4月1日、TBS）
- ラビリンス 第5話（1999年5月19日、日本テレビ）
- 生きるための情熱としての殺人（2001年7月6日 - 9月21日、テレビ朝日）
- 私は私-私の愛だから（2002年9月7日、フジテレビ）
- 月曜ゴールデン 森村誠一サスペンス『時』（2008年9月15日、フジテレビ） - 警視庁世田谷西警察署 刑事 役

### 映画
- 四十七人の刺客（1994年、東宝） - 岡島八十右衛門 役
- メトレス（2000年、松竹） - 益田 役
- 約束の地（2009年、エイベックス・エンタテインメント） - 武田勇 役

### Vシネマ
- 極道弁護士 綾小路春彦（1994年） - シマダサブロウ 役
- カラス（1995年） - 相手方のヤクザ幹部 役
- アホんだら。酒に女にバクチにケンカ（1996年） - 主演・勝也 役
- 妖女伝説セイレーン4（1996年） - 和也 役
- Another XX（ダブルエックス）〜黒い追跡者（1997年）
- 狙われたアイドル〜実録ストーカー（1997年） - カワダ（カメラマン） 役
- 稲川淳二の恐怖物語3（1998年）

### CM
- DoCoMo中央 - 「ファミリー割引（相合傘編）」（2000年）
- JR東海 - 「シンデレラエキスプレス2000（予告編）」（2000年12月）
- トイザらス - 「小さな美容師さん」編：娘に髪を結ばれるパパ /「パパと洗車」篇：庭先で洗車をするパパ（2001年8月）
- 日産カーリース（2001年9月）
- サントリー - 「南アルプス天然水」：「引越し」編/「釣り」編/「お姉ちゃん」編（2003年5月 - 2005年）
- ツーカーグループ各社 - TS41（骨伝導携帯）男性篇（2003年12月）

### ラジオ
- これぞめっけもん（『高杢禎彦のサンデーヒットパラダイス』内）
- ユウジの汗かきバンバンバン（『高杢禎彦のサンデーヒットパラダイス』内）
- 大土井でラジオでショー！（かわさきFM）（2023年7月 - ）